# 张涛 (材料学家)
张涛（1964年6月—），男，汉族，河南永城人，中华人民共和国材料学家、政治人物，中国民主促进会会员。

## 生平
1988年公派留学，在日本东北大学金属材料研究所攻读硕士和博士学位。1993年，获得工学博士学位后，任该研究所助手。2000年3月，晋升为日本东北大学金属材料研究所副教授。2002年10月，被教育部授予长江学者特聘教授，国家杰出青年基金获得者。2003年7月，受聘北京航空航天大学材料学院材料学教授、博士生导师。2013年，时任第十二届全国人大常委会委员、全国人大内务司法委员会委员，民进中央常委，北京航空航天大学国家重点实验室首席科学家。
2008年，当选第十一届全国人大代表。2013年，当选第十二届全国人民代表大会安徽地区代表。